# Royal Collection

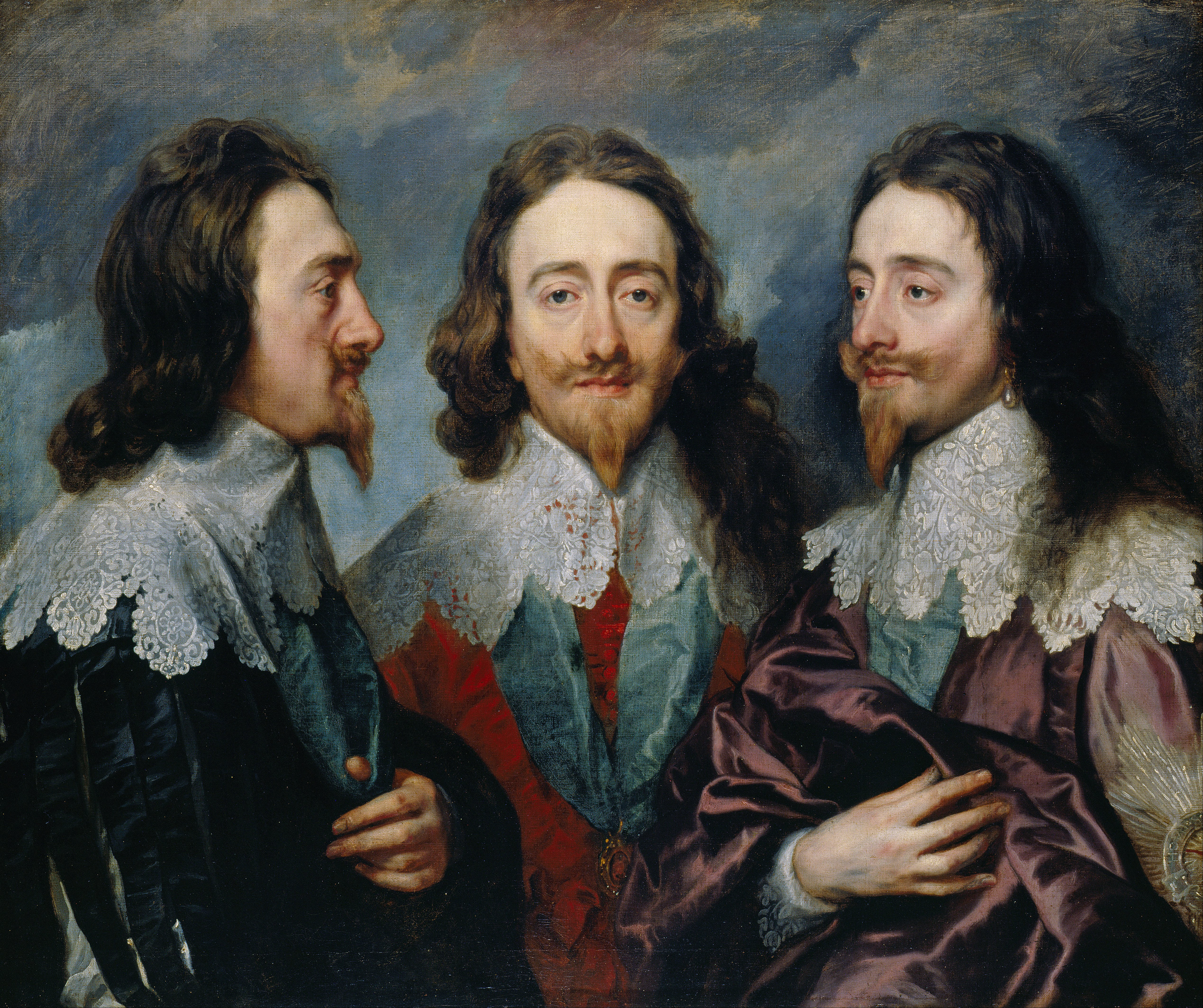
Carlos I em Três Posições c. 1635–36, por Antoon van Dyck.

A Royal Collection (Coleção Real, em português) são todas as obras de arte colecionadas pela família real britânica. Ela inclui pinturas, desenhos, aquarelas, mobílias, cerâmicas, relógios, pratarias, esculturas, jóias, livros, manuscritos, impressos, mapas, armaduras, leques e tecidos. Ela é detida em confiança pela Rainha como Soberano por seus sucessores e pela Nação, não pertencendo a ela como uma posse individual. A coleção tem sido ajustada de acordo com os gostos pessoais dos reis e das rainhas por mais de 500 anos. A Royal Collection é exibida ao público nas principais residências reais - na maioria das vezes, na Queen's Gallery, no Palácio de Buckingham. É mostrada por meio de programas de exibições especiais, e instituições ao redor do mundo podem pegar emprestadas algumas obras da coleção.

## A Queen's Gallery
A Queen's Gallery no Palácio de Buckingham é um espaço permanente dedicado a exibições variáveis de itens da Royal Collection. Construída há quarenta anos atrás na frente oeste do Palácio de Buckingham, por causa das ruínas da antiga capela privada, que tinha sido bombardeada, a galeria recentemente tem sido expandida. Foi aberta novamente pela Rainha em 21 de maio de 2002, e desde então o público pode vê-la diariamente.
Contendo um espaço de exibição três vezes maior, a nova Queen's Gallery é acessada por meio de um pórtico conduzindo a um hall de entrada e a uma escadaria. Um quarto de multimídia possibilita espaço para quiosques de computadores, que podem ser usados independentemente de uma visita às exibições. Eles fornecem informações a respeito dos itens da atual coleção.
No nível mais alto da Queen's Gallery, há mais sete quartos, usados numa variedade de combinações, para exibições especiais de pinturas, impressos, desenhos, aquarelas, mobílias, porcelanas, miniaturas, jóias, dentre outros trabalhos de arte. As novas áreas públicas no primeiro andar possuem quartos de educação e leitura para uma série de eventos.
Como parte das celebrações do Jubileu de Sua Majestade, a Rainha abriu uma nova Queen's Gallery no Palácio de Holyroodhouse, em Edimburgo, que também mostra variáveis exibições da Royal Collection. Recentes exibições incluíram obras de Canaletto da Veneza, de Holbein, aquarelas e desenhos da coleção da Rainha Elizabeth, a Rainha Mãe e leques da Royal Colletion. Atualmente, está mostrando "coisas raras e surpreendentes".

## Principais pontos da coleção

### Pinturas, impressos e desenhos
Escola holandesa
- Cuyp, Aelbert - 7 pinturas;
- David Teniers o jovem - 4 pinturas;
- Hals, Frans - 1 pintura;
- Jan Brueghel, o Velho - 1 pintura;
- Pieter Brueghel o Velho - 1 pintura;
- Pieter de Hooch - 2 pinturas;
- Rembrandt van Rijn - 5 pinturas;
- Ruisdael, Jacob van - 1 pintura;
- Steen, Jan - 7 pinturas;
- Vermeer, Johannes - 1 pintura;
- Willem van de Velde (Filho) - 4 pinturas;
- Weenix, Jan - 1 pintura;

Escola flamenga
- Gossaert, Jan - 1 pintura;
- Rubens, Peter Paul - 12 pinturas, 5 desenhos;
- Van Dyck, Anthony - 26 pinturas;

Escola francesa
- Claude Gellée - 5 pinturas;
- François Clouet - 3 pinturas;
- Gaspard Dughet - 3 pinturas;
- Georges de La Tour - 1 pintura;
- Monet, Claude - 1 pintura;

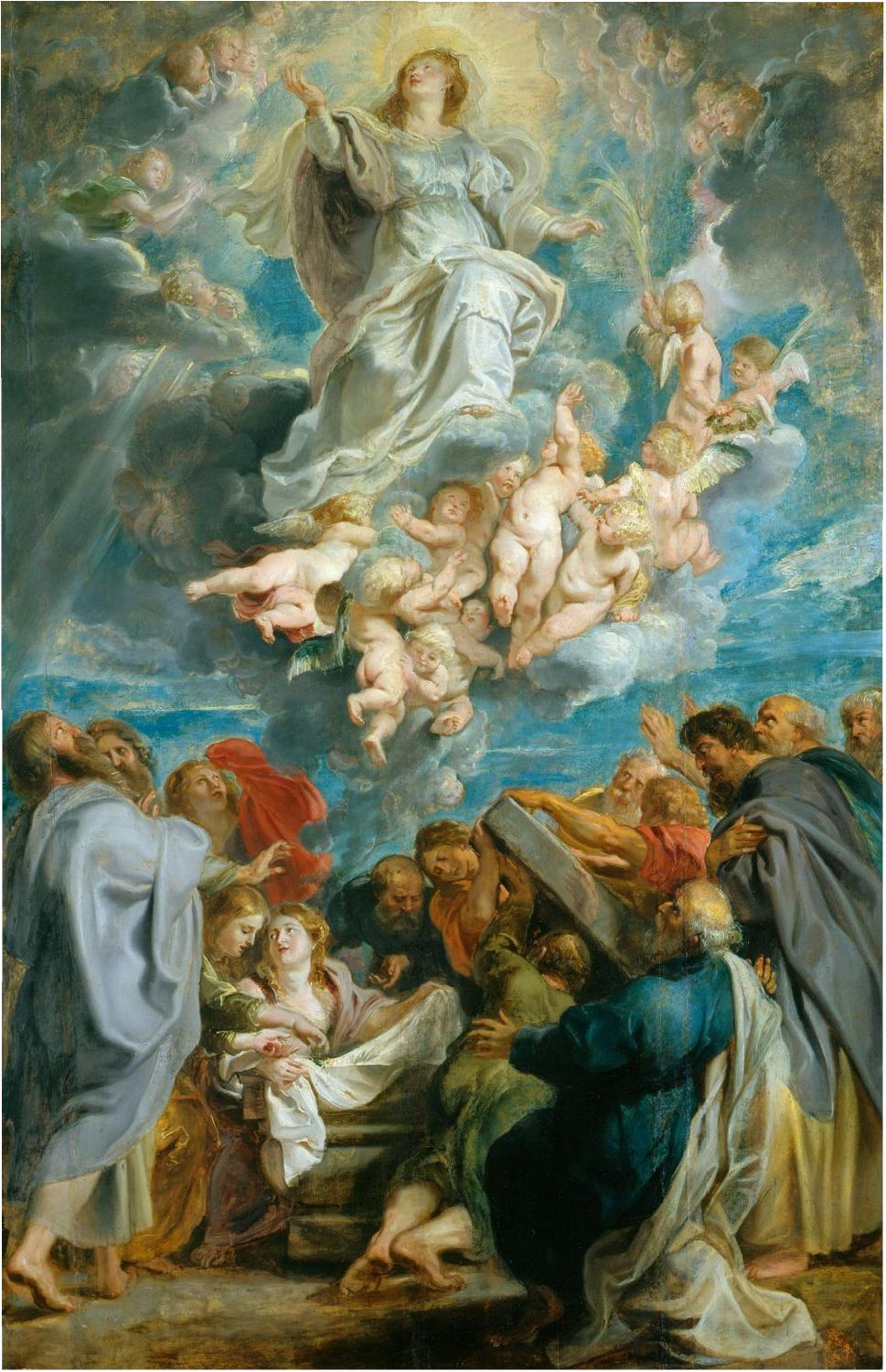
RUBENS - A Assunção da Virgem (1612-17)

- Poussin, Nicolas - Uma grande coleção de seus desenhos em Windsor, que só fica atrás da coleção encontrada no Museu do Louvre.

Escola inglesa
- Gainsborough, Thomas - 30 pinturas, bem como um raro trabalho mitológico de Diana e de Acteon;
- Hogarth, William - 3 pinturas;
- Landseer, Sir Edwin - 100 pinturas e desenhos;
- Lawrence, Thomas - 50 pinturas;
- Reynolds, Joshua - 20 pinturas;
- Stubbs, George - 18 pinturas;

Escola italiana
- Allori, Alessandro - 1 pintura;
- Angelico, Fra - 1 pintura;
- Bellini, Giovanni - 1 pintura;

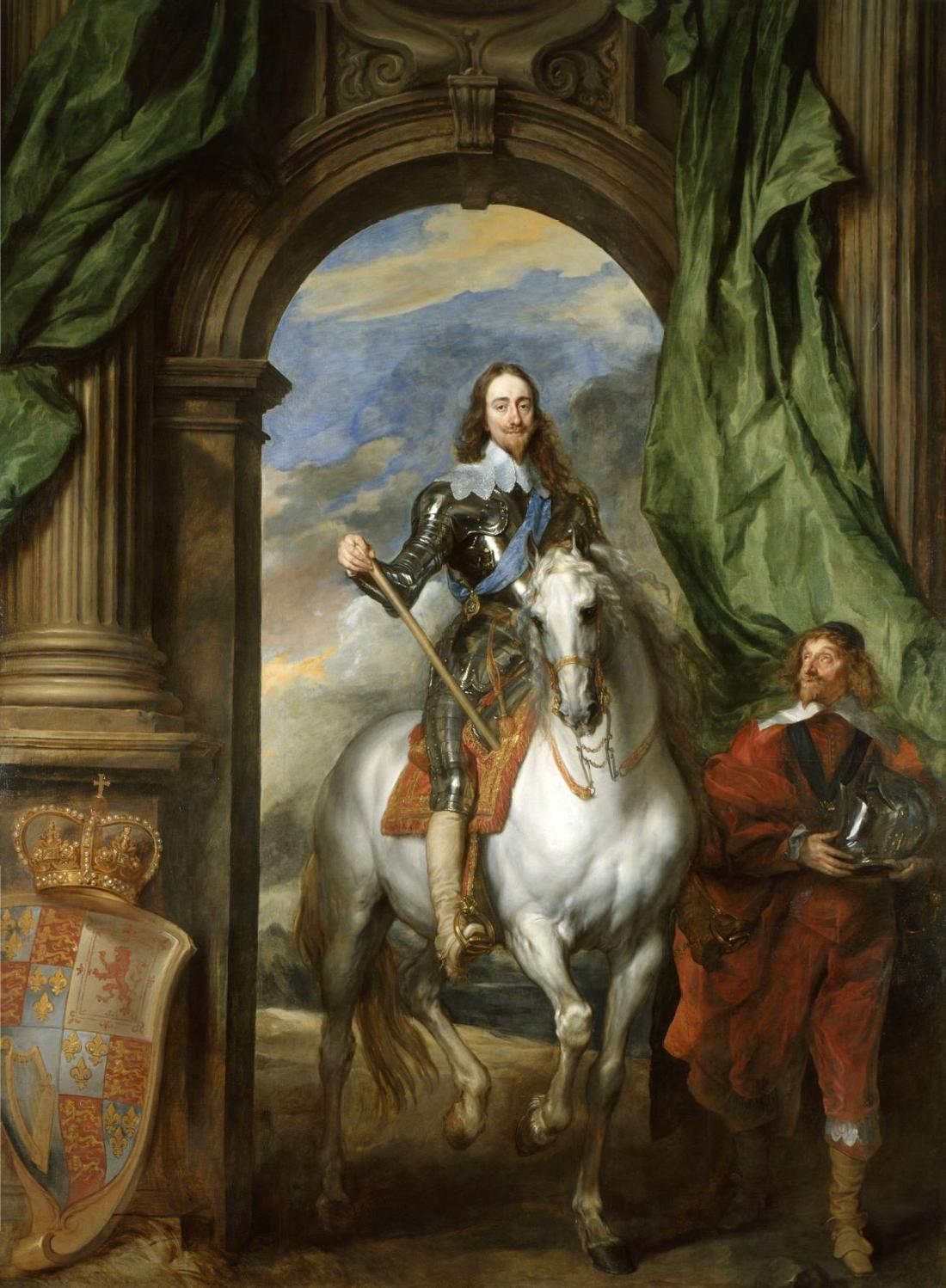
VAN DYCK - Carlos I (1633)

- Bernini, Gianlorenzo - 50 desenhos;
- Bronzino, Agnolo - 1 pintura;
- Canaletto, (Giovanni Antonio Canal) - aproximadamente 50 pinturas e 140 desenhos, a maior coleção do mundo;
- Carlevaris, Luca - 4 pinturas;
- Caravaggio, Michelangelo Merisi da - 2 pinturas;
- Os Carracci: Agostino, Annibale e Ludovico - 5 pinturas e mais de 350 desenhos;
- Castiglione, Giovanni Benedetto - 260 desenhos;
- Giannino Castiglioni - 1 esclutura Retrato Equestre de Ambrósio de Milão;
- Correggio, Antonio Allegri - 2 pinturas;
- Daddi, Bernardo - 1 pintura;
- Domenichino, Zapieri - 1 pintura, 1.700 Domenichinos em trinta e quatro álbuns, o maior número de trabalhos por um só artistas da Royal Collection;
- Duccio di Buoninsegna - 1 pintura;
- Gentile da Fabriano - 1 pintura;
- Guercino, (Giovanni Francesco Barbieri) - 1 pintura, o maior grupo de desenhos de Guercino do mundo, algumas 400 folhas, bem como 200 por seus assistentes e outros 200 trabalhos;
- Leonardo da Vinci - 600 desenhos;
- Lotto, Lorenzo - 1 pintura;
- Mantegna, Andrea - 9 lonas conhecidas como "Os Triunfos de César", que podem ser contadas entre as façanhas mais finas da arte da Renascença italiana;
- Michelangelo Buonarroti - 20 desenhos;
- Pesellino, Francesco - 1 pintura;
- Rafael, (Raffaello Sanzio) - 8 pinturas, bem como uma extensiva coleção de desenhos;
- Raffaellino del Garbo - 1 pintura;
- Reni, Guido - 1 pintura;
- Ricci, Sebastiano - 6 pinturas;
- Sacchi, Andrea - 130 desenhos;
- Strozzi, Zanobi - 1 pintura;
- Tintoretto, Jacopo - 1 pintura;
- Titian, Tiziano Vecelli - 1 pintura
- Vasari, Giorgio - 1 pintura;
- Veronese, Paolo - 1 pintura;

Escola alemã
- Dürer, Albrecht - 1 pintura;
- Holbein, Hans - 7 pinturas, 80 desenhos e 5 miniaturas;
- Lucas Cranach o Velho - 2 pinturas;
- Zoffany, Johan - 17 pinturas;

### Mobílias
- André-Charles Boulle - muitos exemplos

### Artes decorativas
- Fabergé - uma das maiores coleções do mundo;
- Porcelana de Sèvres - maior coleção do mundo;

## Galeria
Pinturas

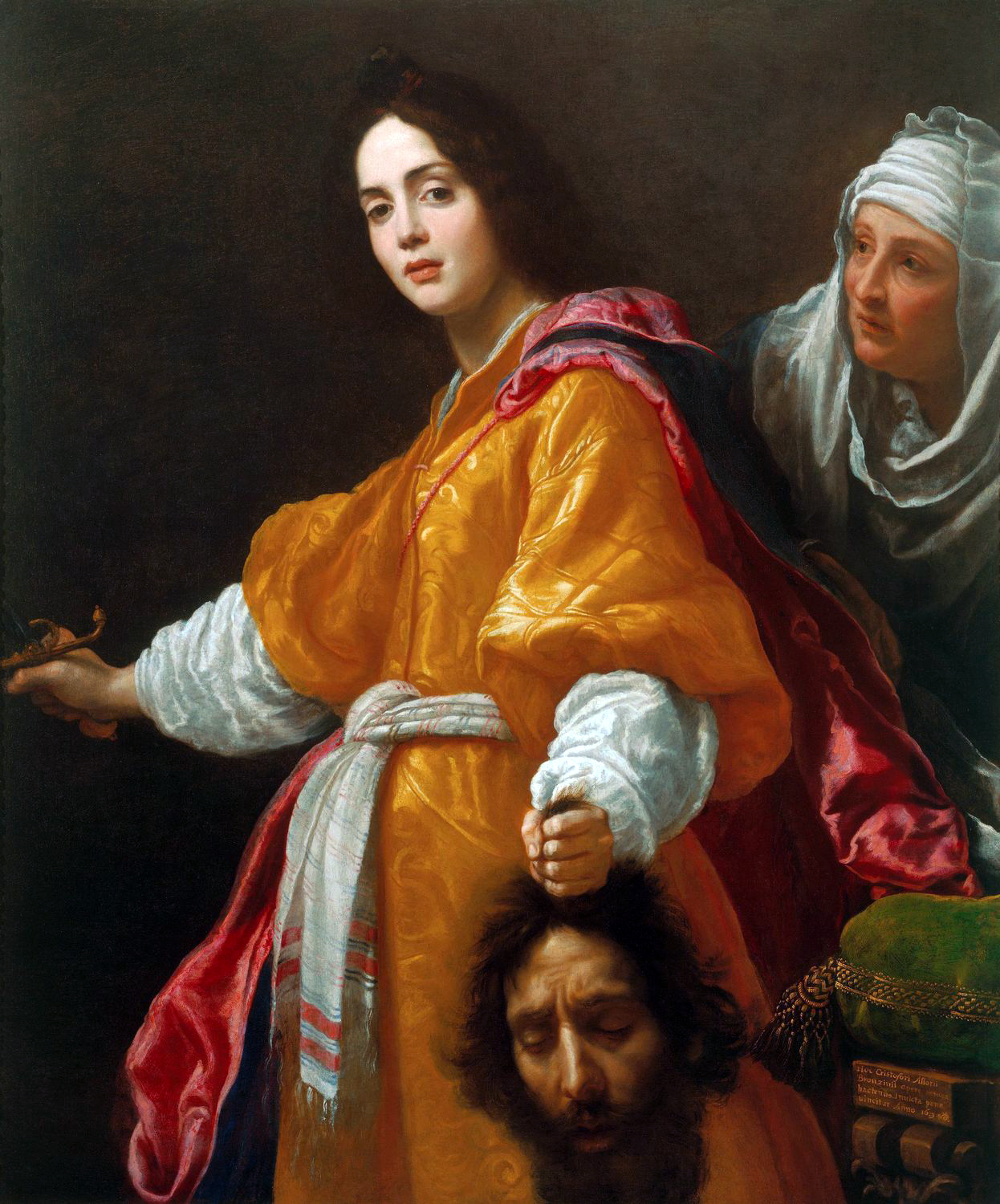
ALLORI - Judith with the Head of Holofernes (1613)
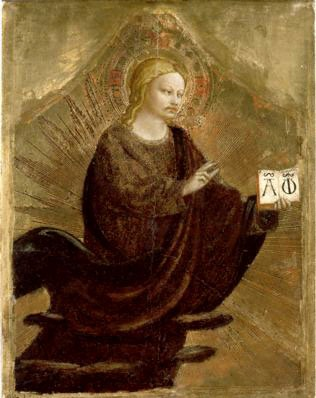
ANGELICO, FRA - Blessing Redeemer (1423)
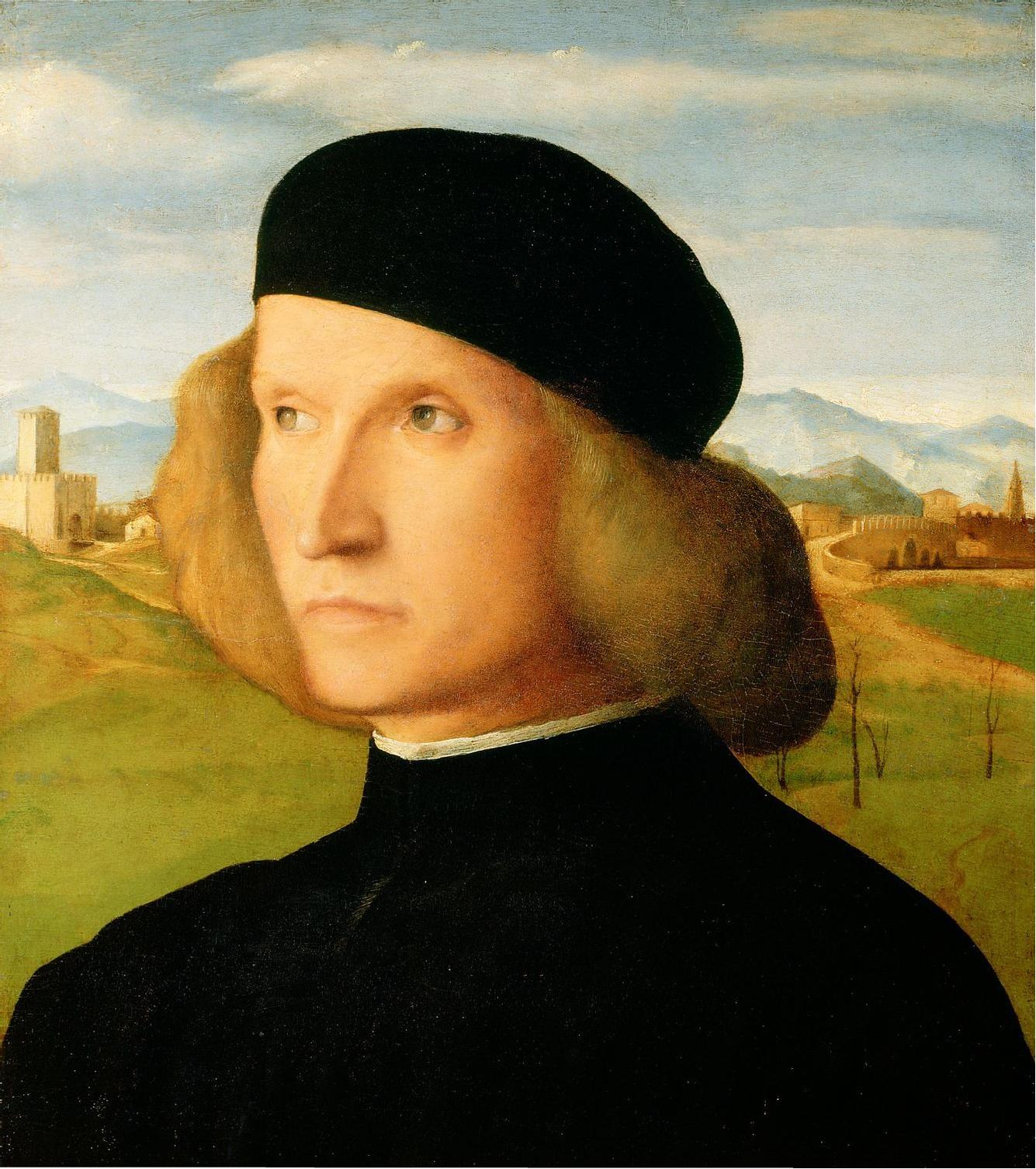
BELLINI - Portrait of a young man (1505-09)
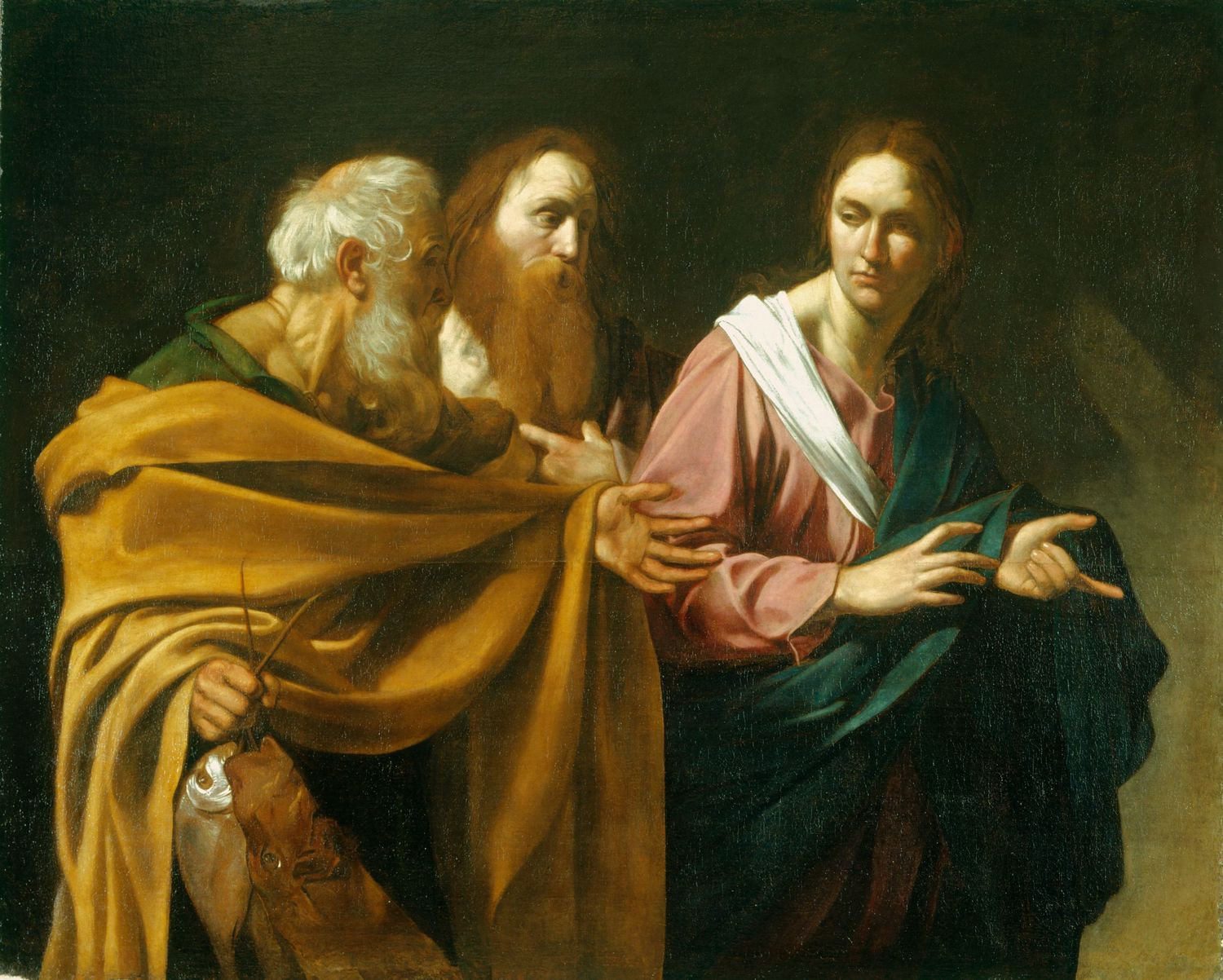
CARAVAGGIO - The Calling of Saints Peter and Andrew (1571-1610)
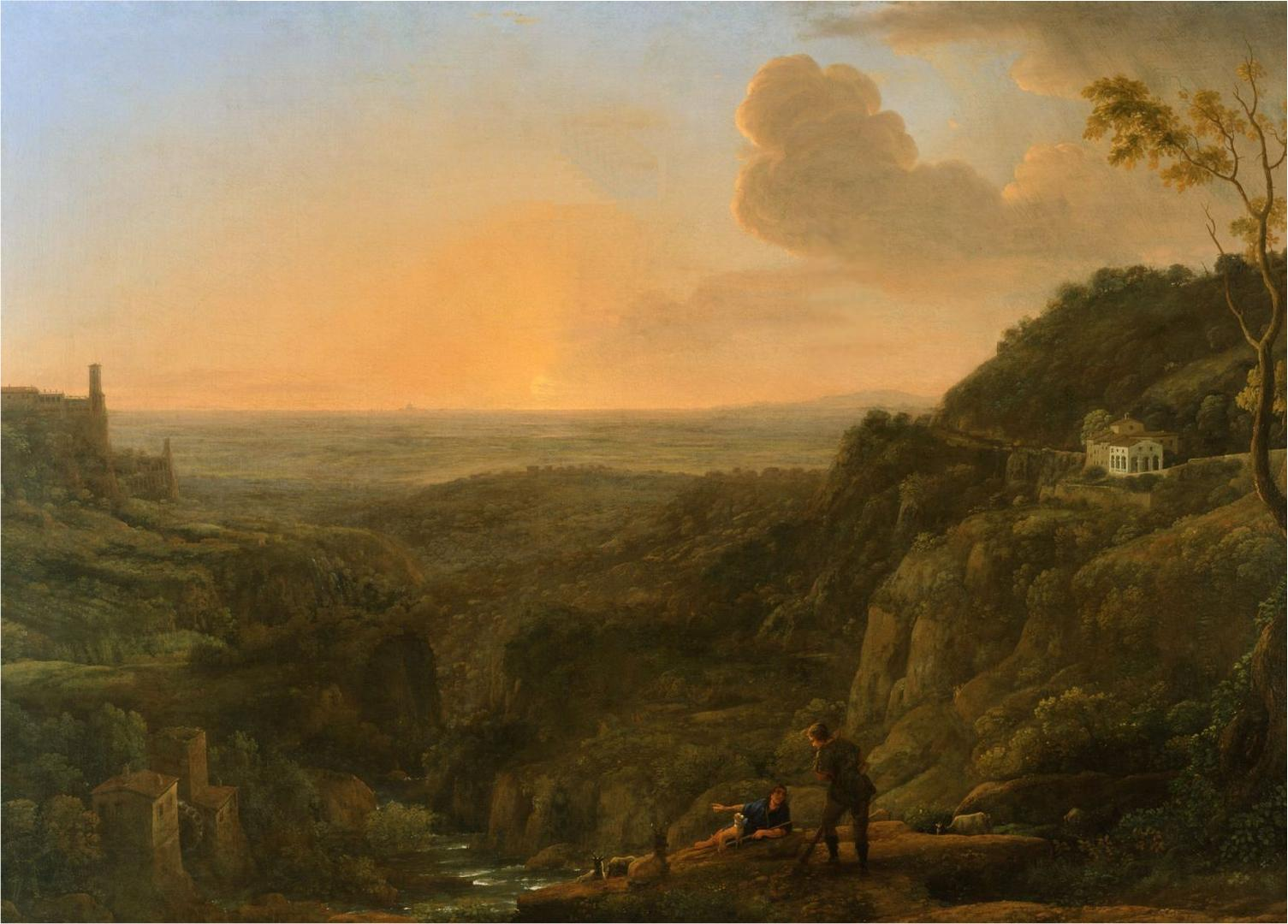
CLAUDE - A view of the Roman Campagna from Tivoli, evening (1644-5
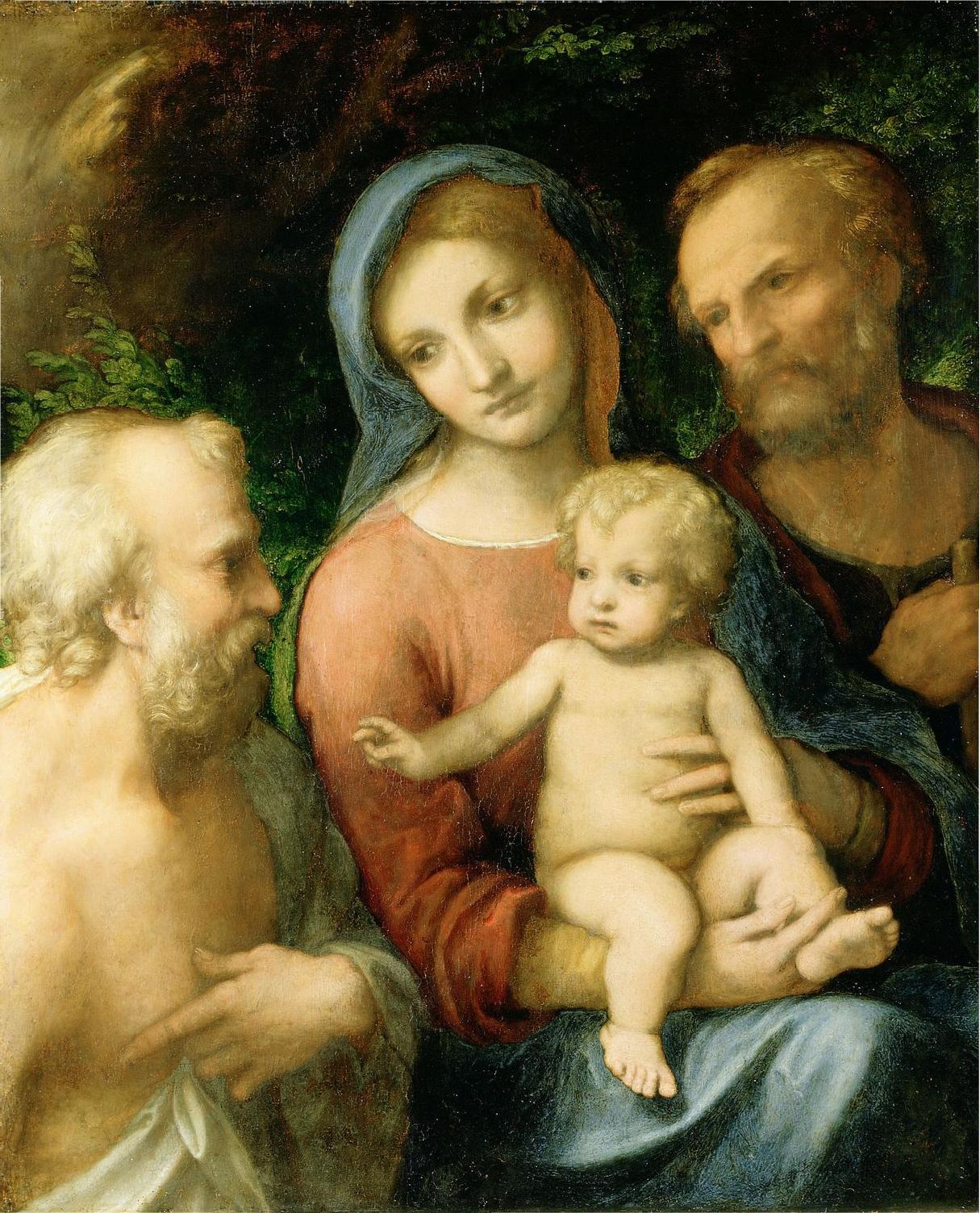
CORREGGIO - The Holy Family with Saint Jerome (1517-19)
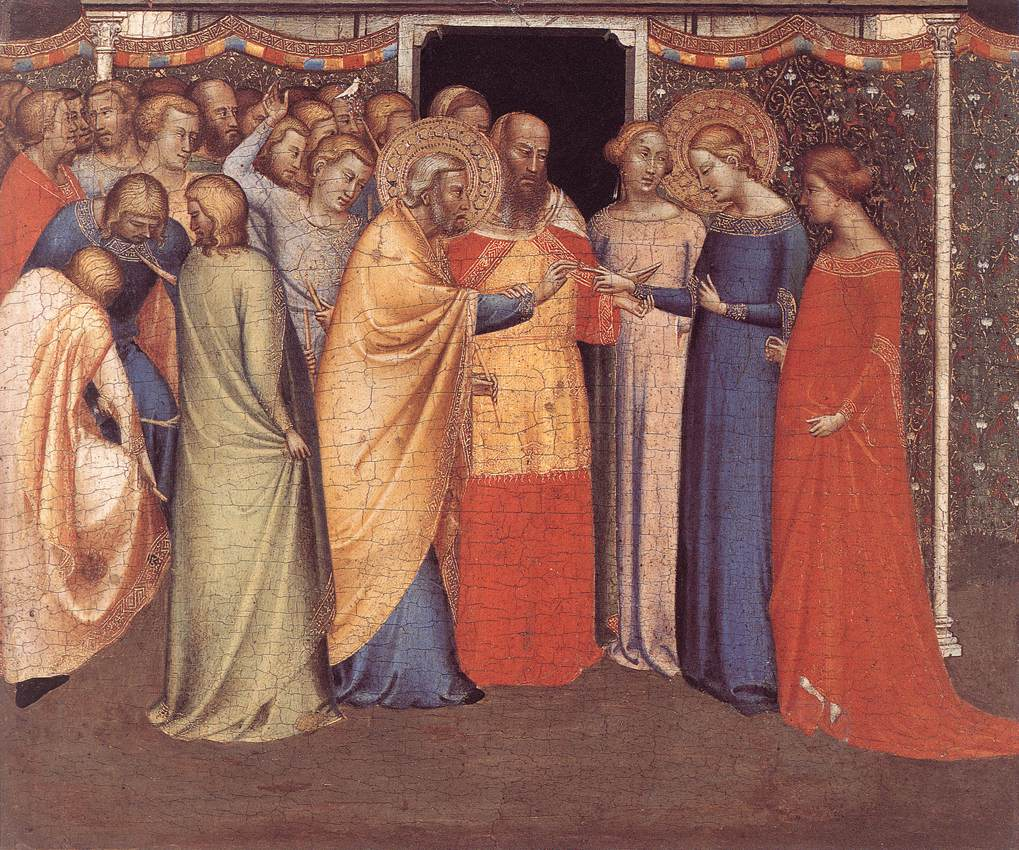
DADDI - The Marriage of the Virgin (1330-42)
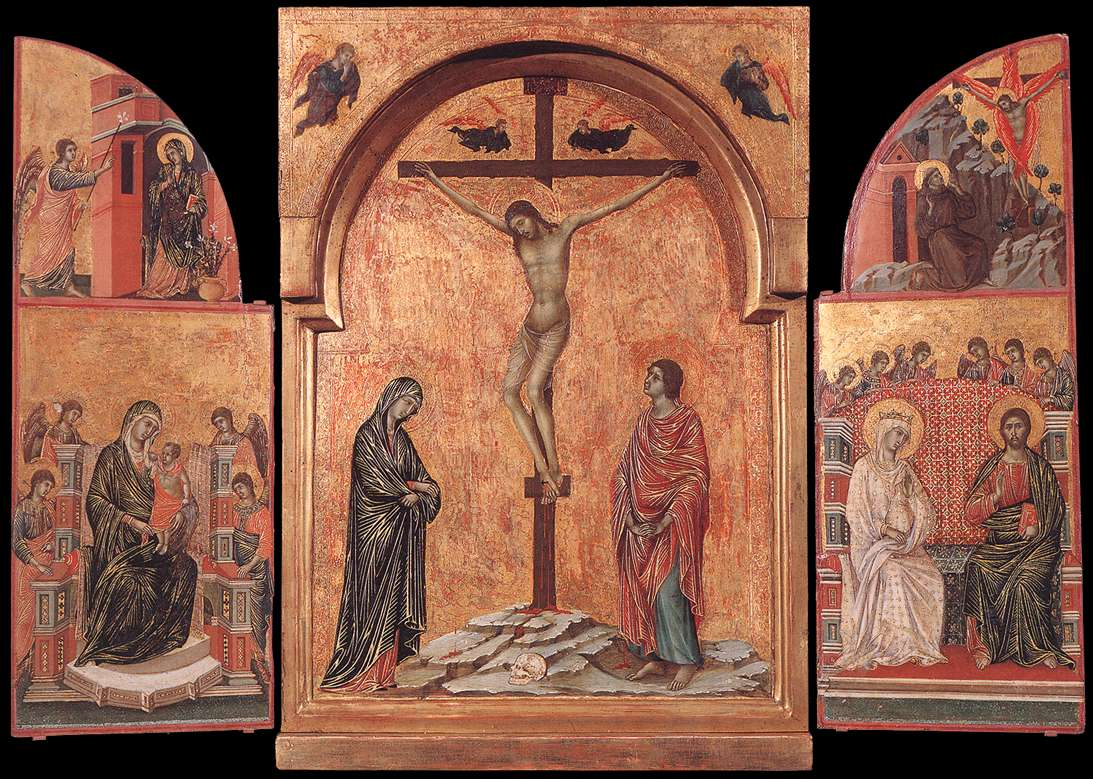
DUCCIO - Triptych (1305-8)
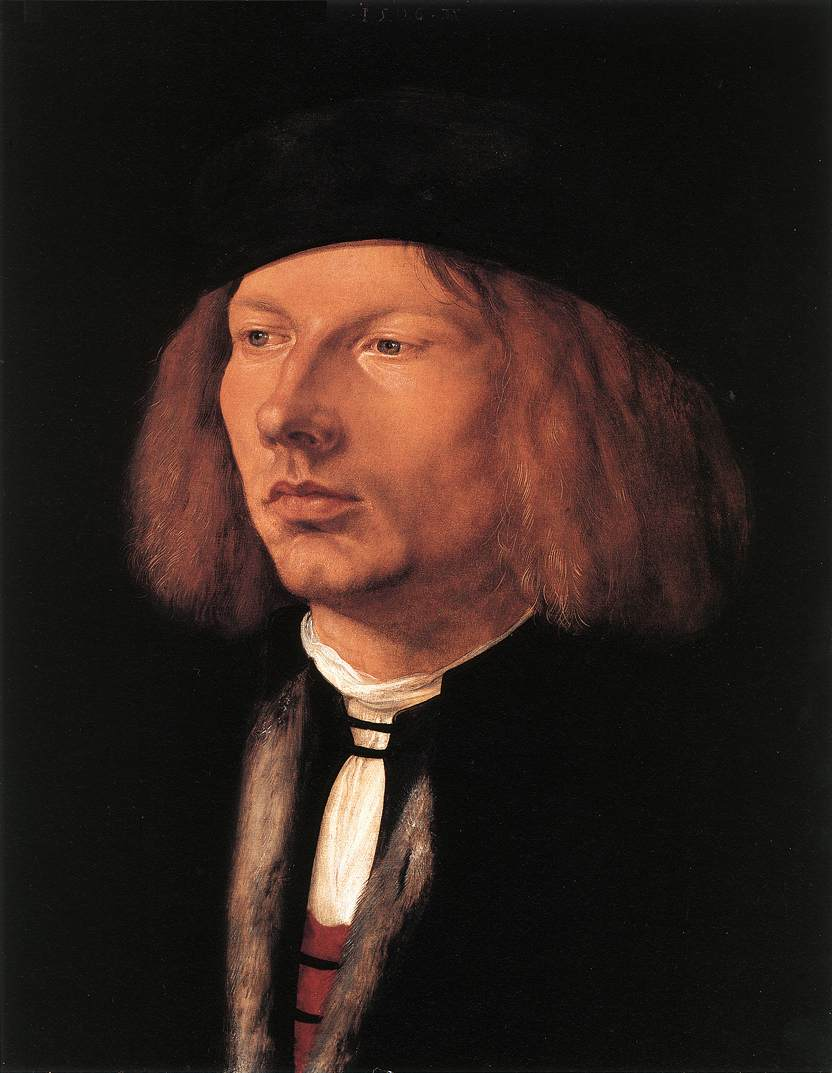
DÜRER - Portrait of Burkard von Speyer (1506)
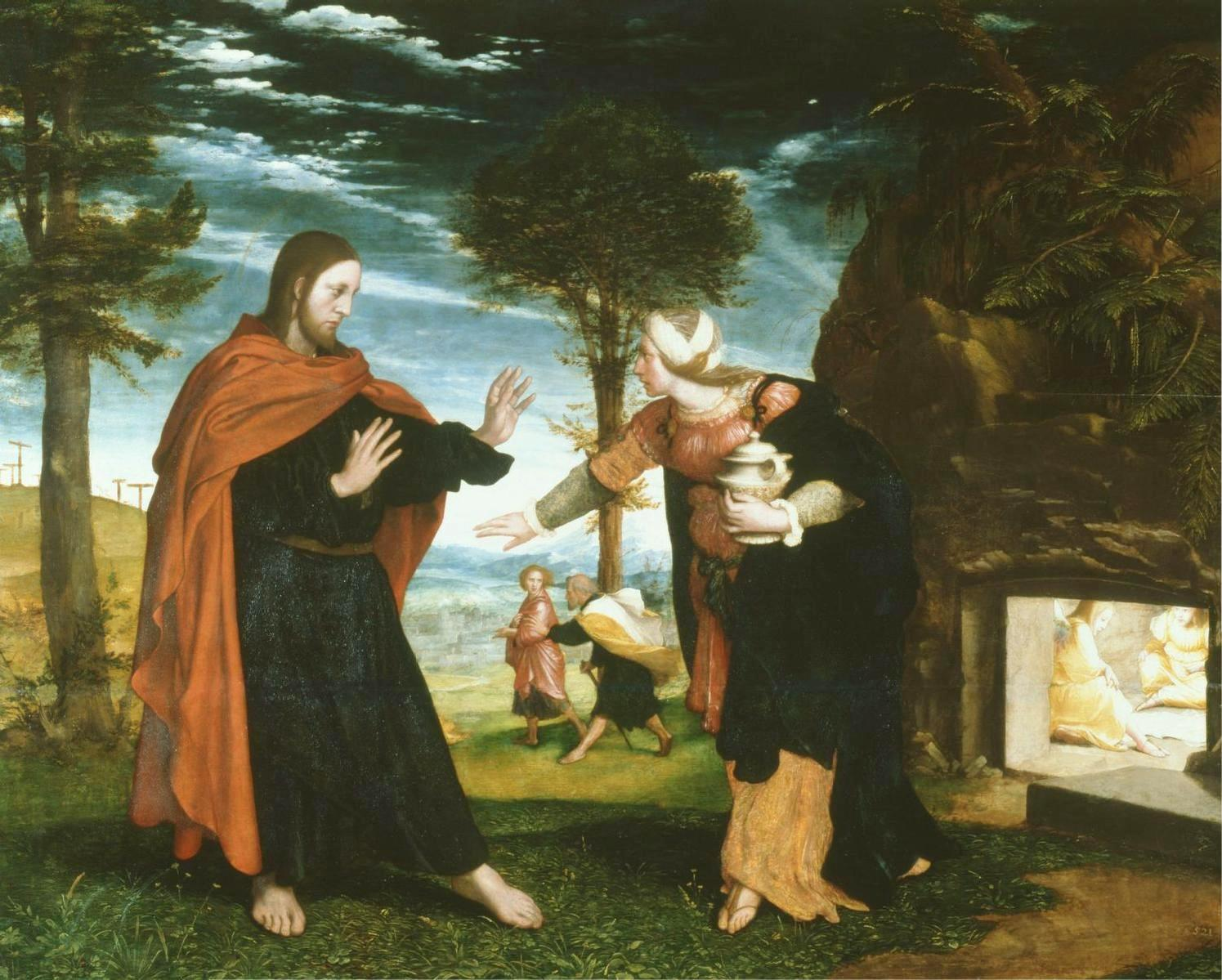
HOLBEIN - Noli me tangere (1524)
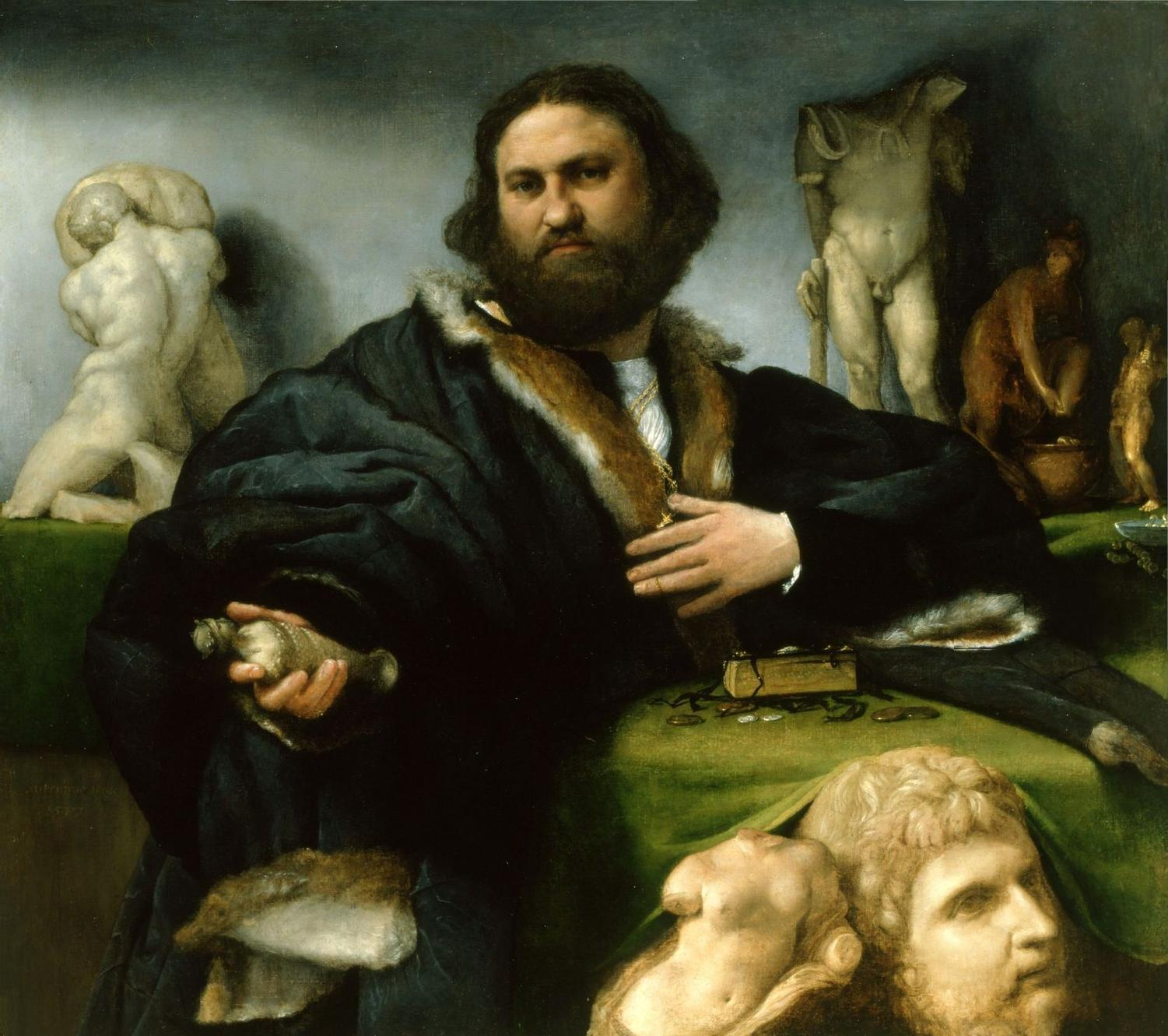
LOTTO - Andrea Odoni (1527)
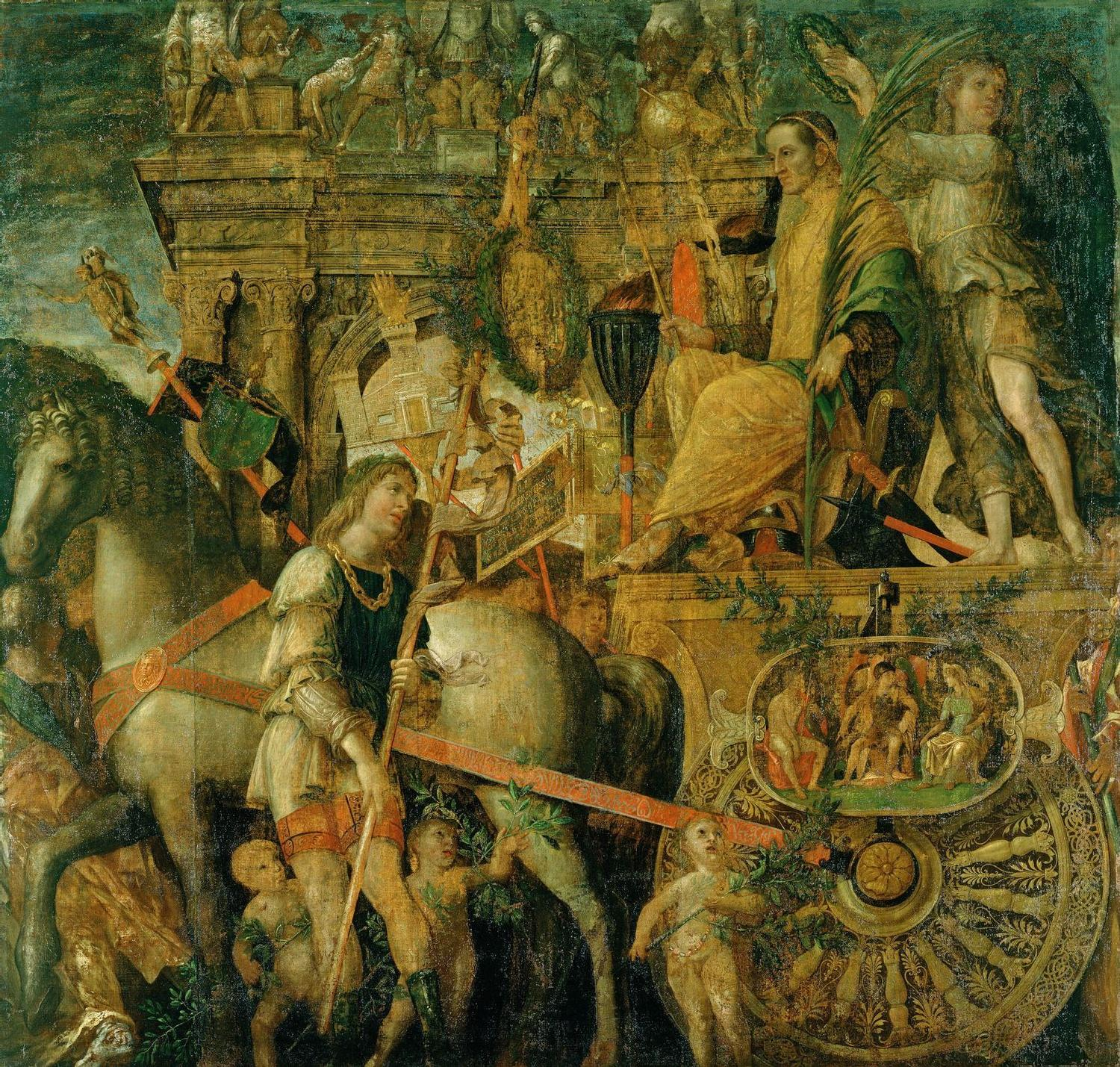
MANTEGNA - The Triumphs of Caesar, IX - Julius Caesar on his triumphal chariot (1484-92)
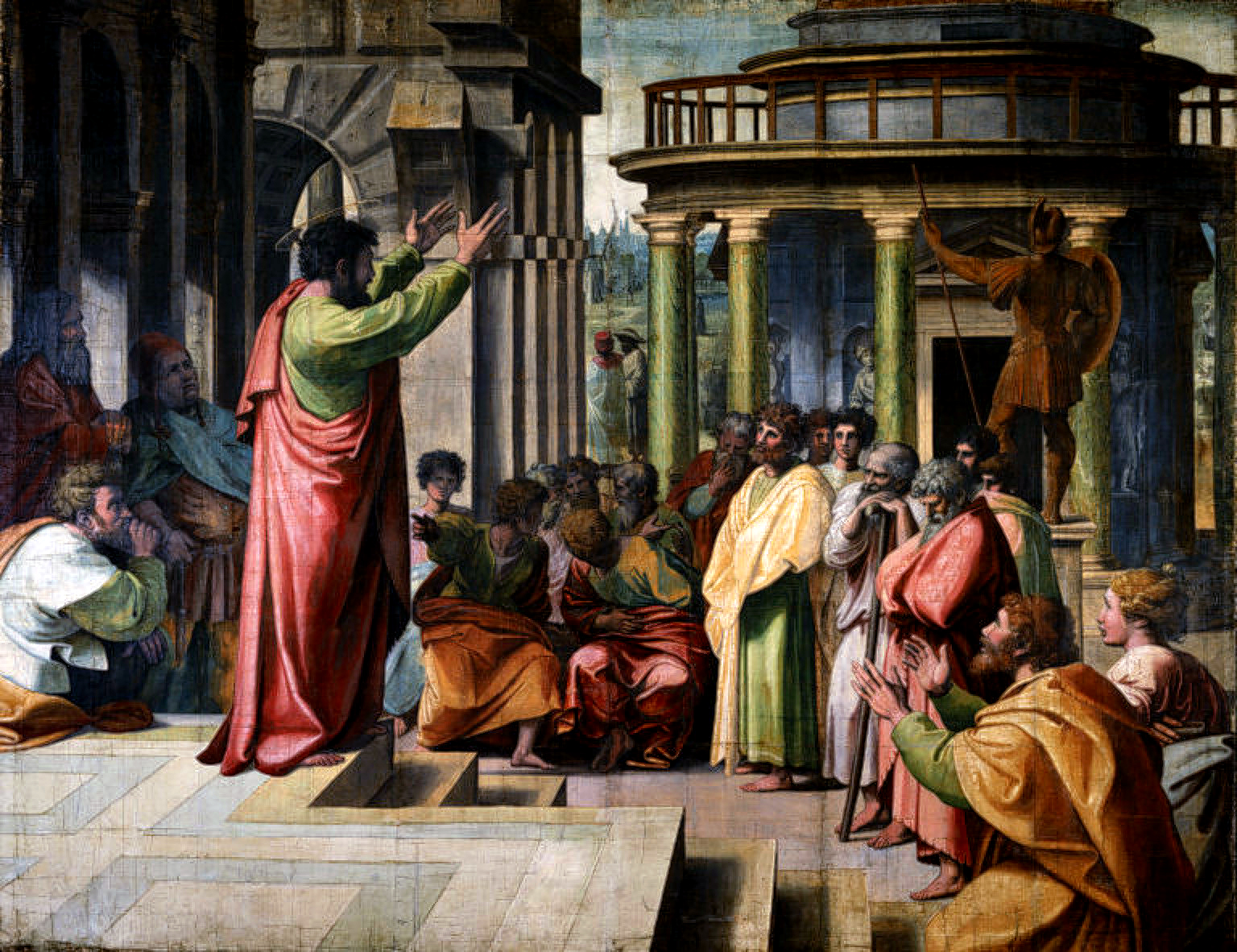
RAPHAEL - St Paul Preaching in Athens (1515)
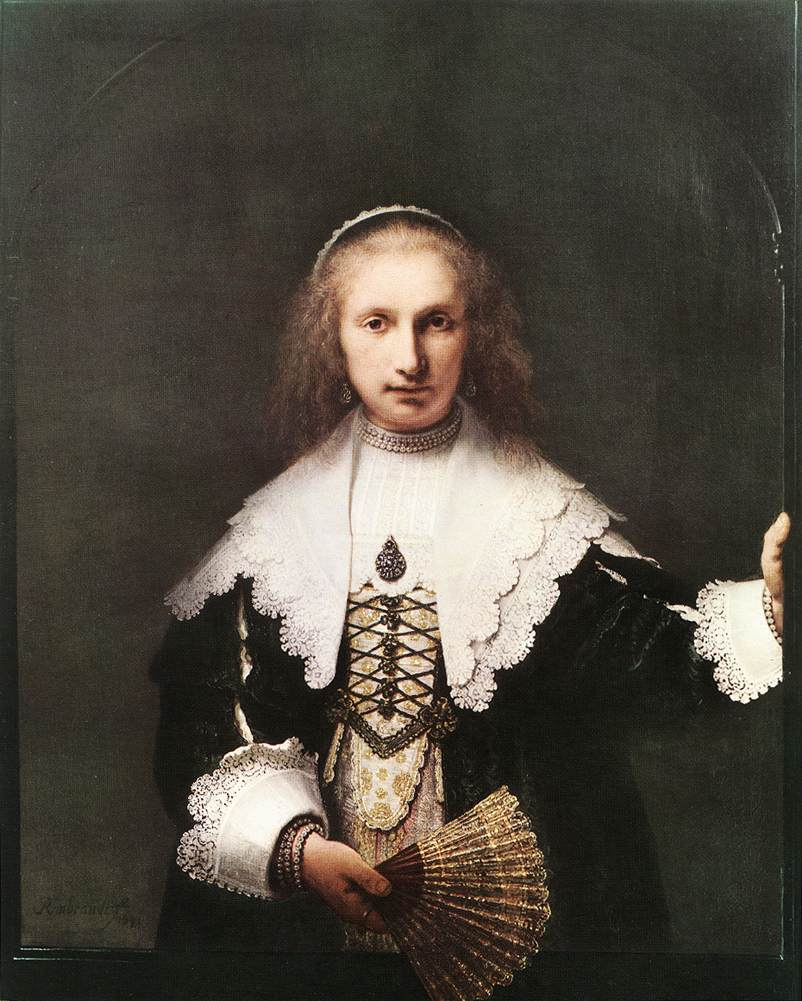
REMBRANDT - Agatha Bas (1641)
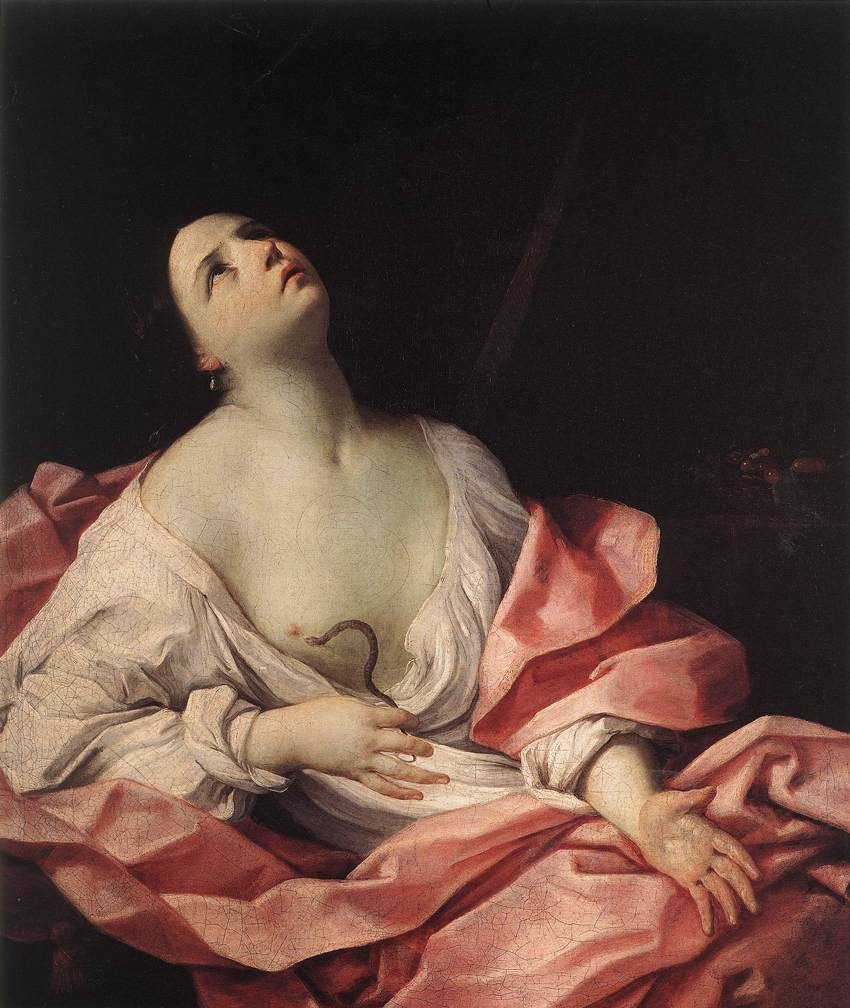
RENI - Cleopatra with the Asp (1630)
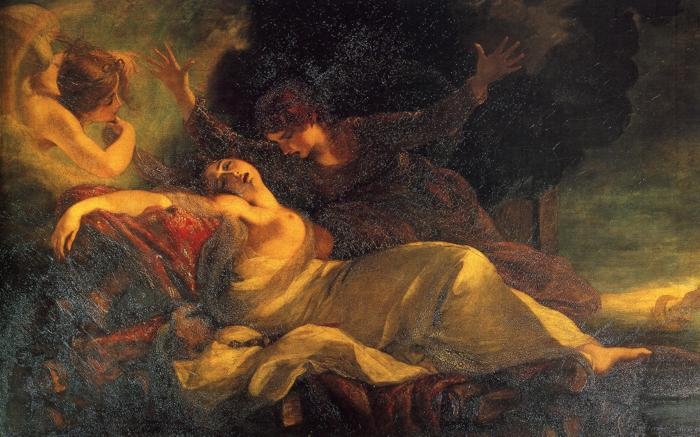
REYNOLDS - The Death of Dido (1781)
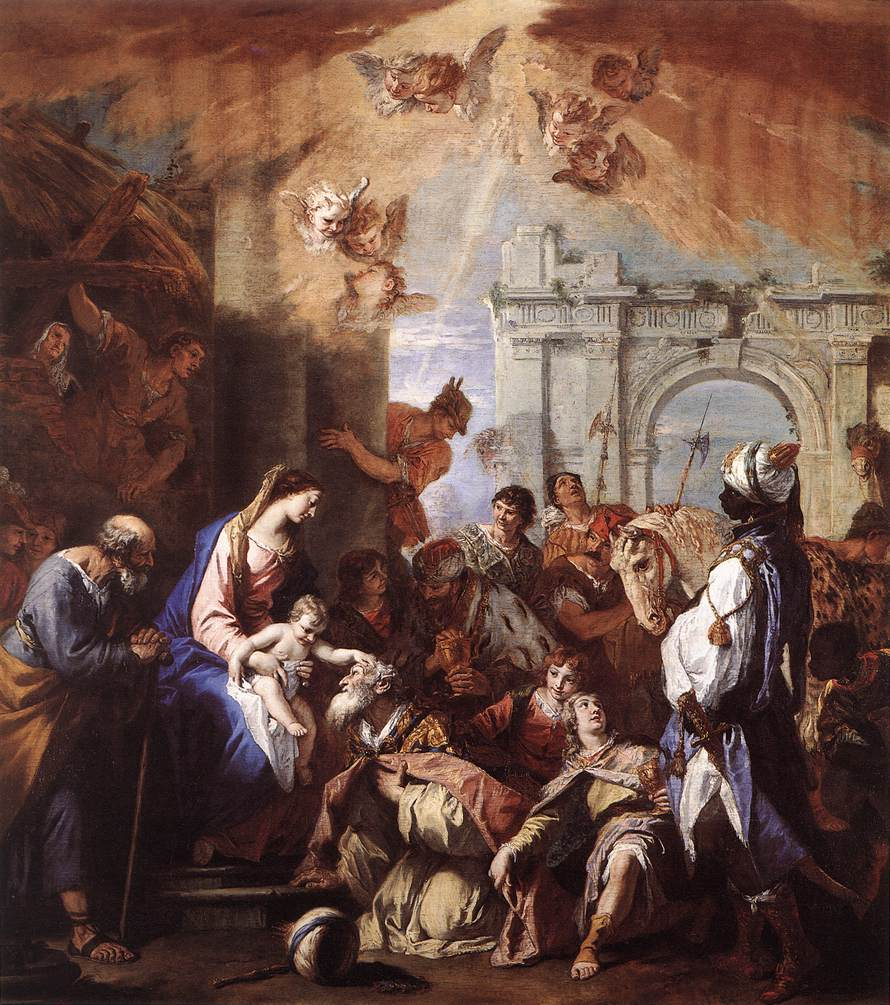
RICCI - The Adoration of the Magi (1726-30)
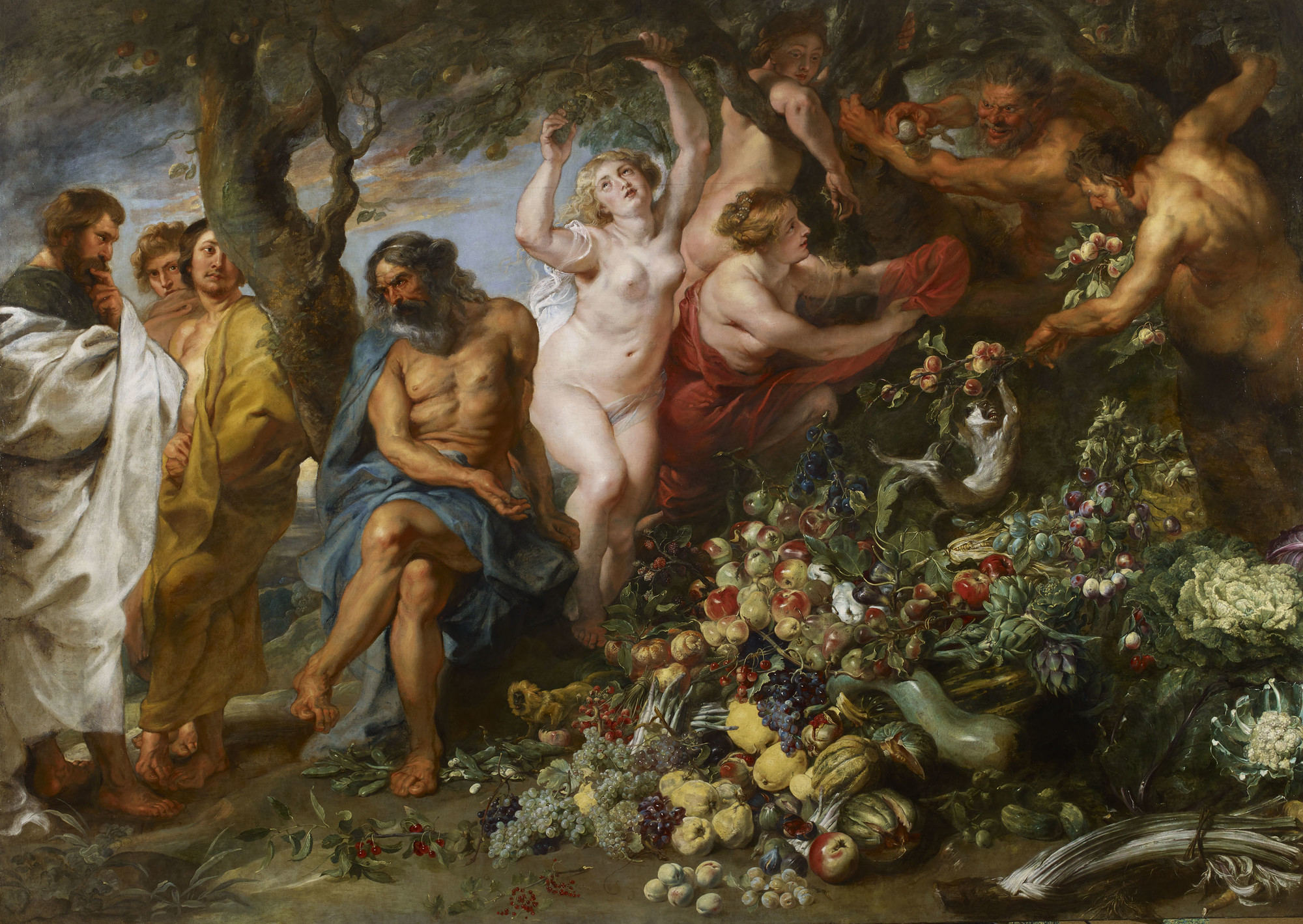
RUBENS - Pythagoras advocating vegetarianism (1618-20)
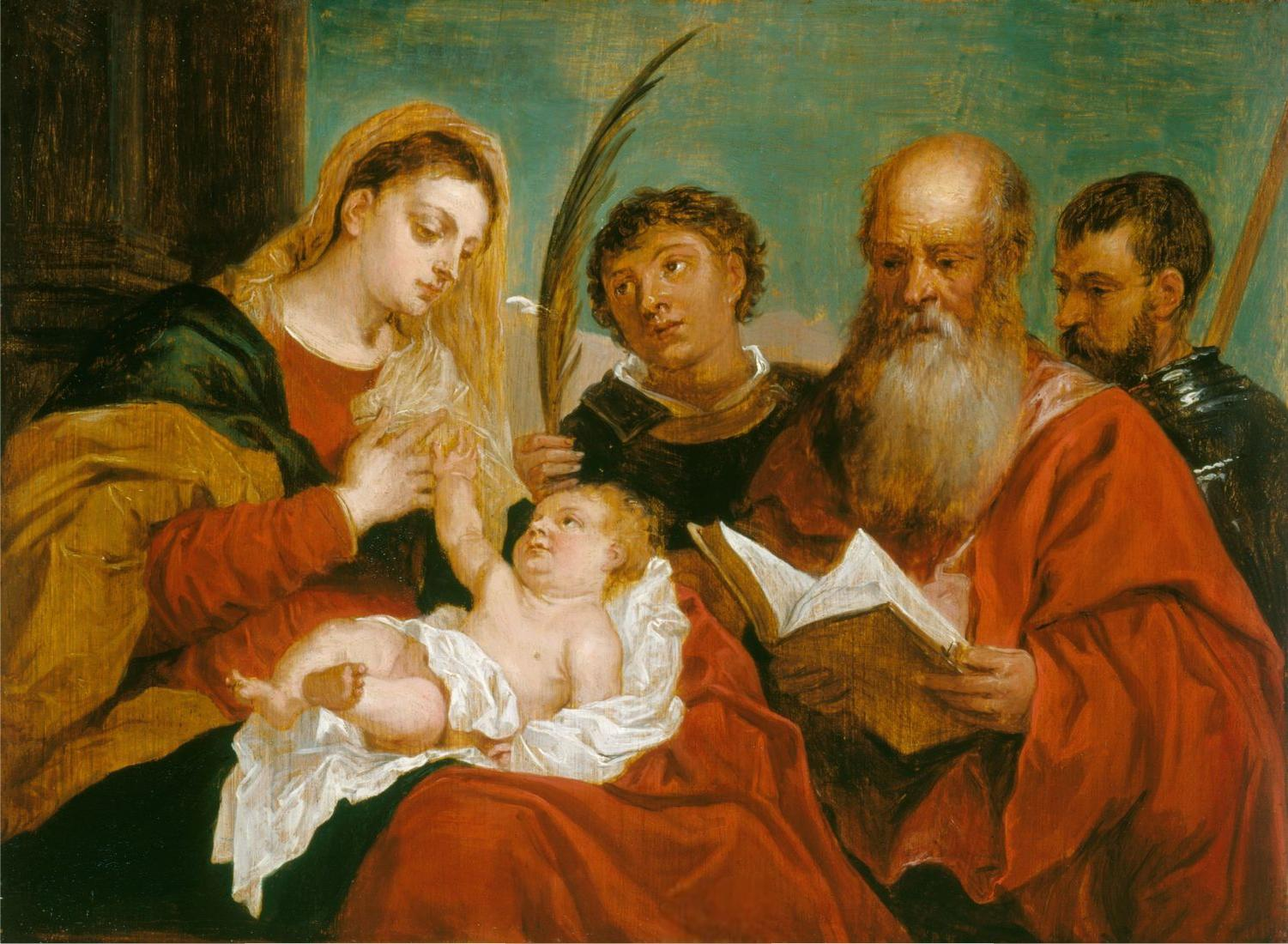
TENIERS - The Virgin and Child with Saints Stephen, Jerome and Maurice (1656)
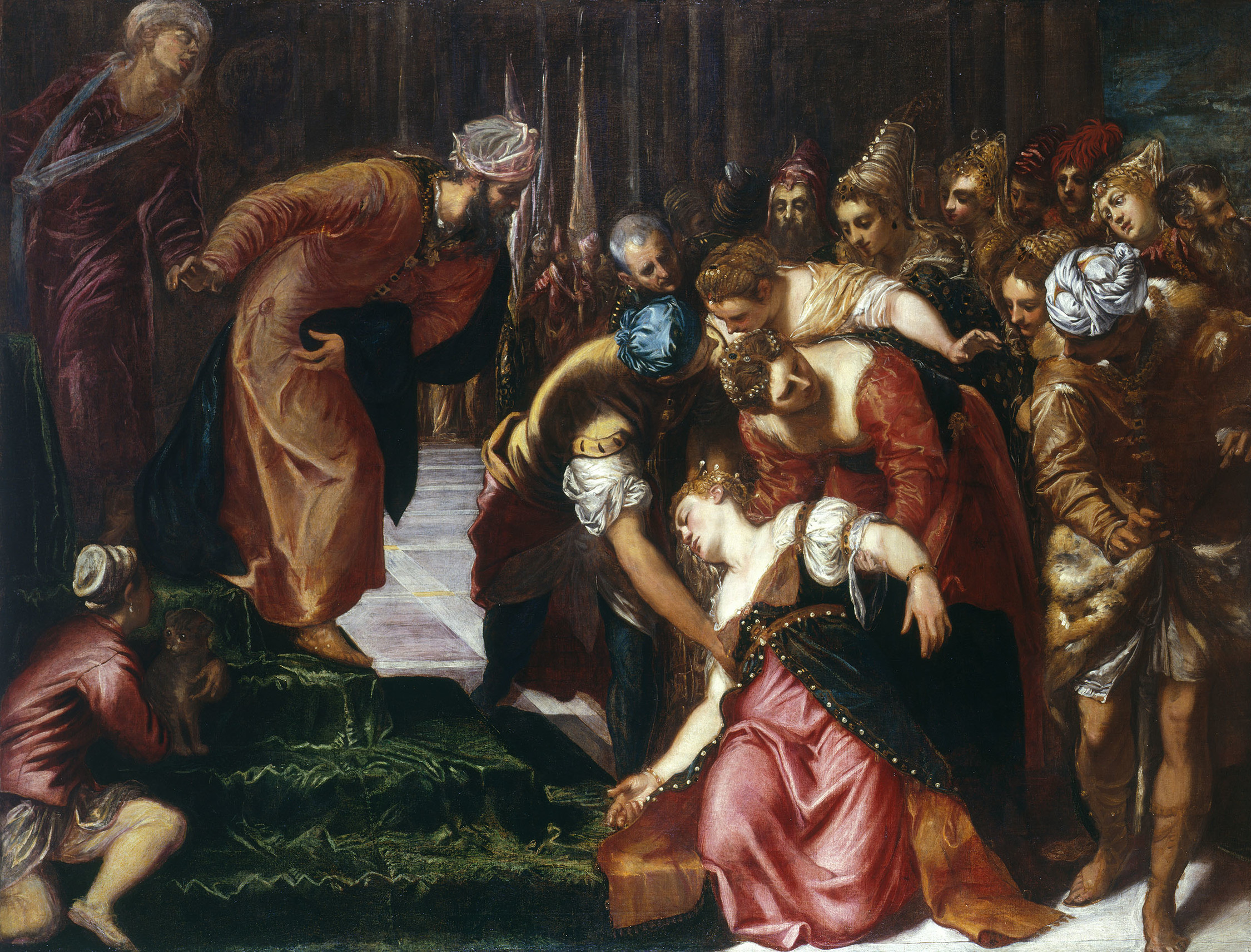
TINTORETTO - Esther before Ahasuerus (1547-48)
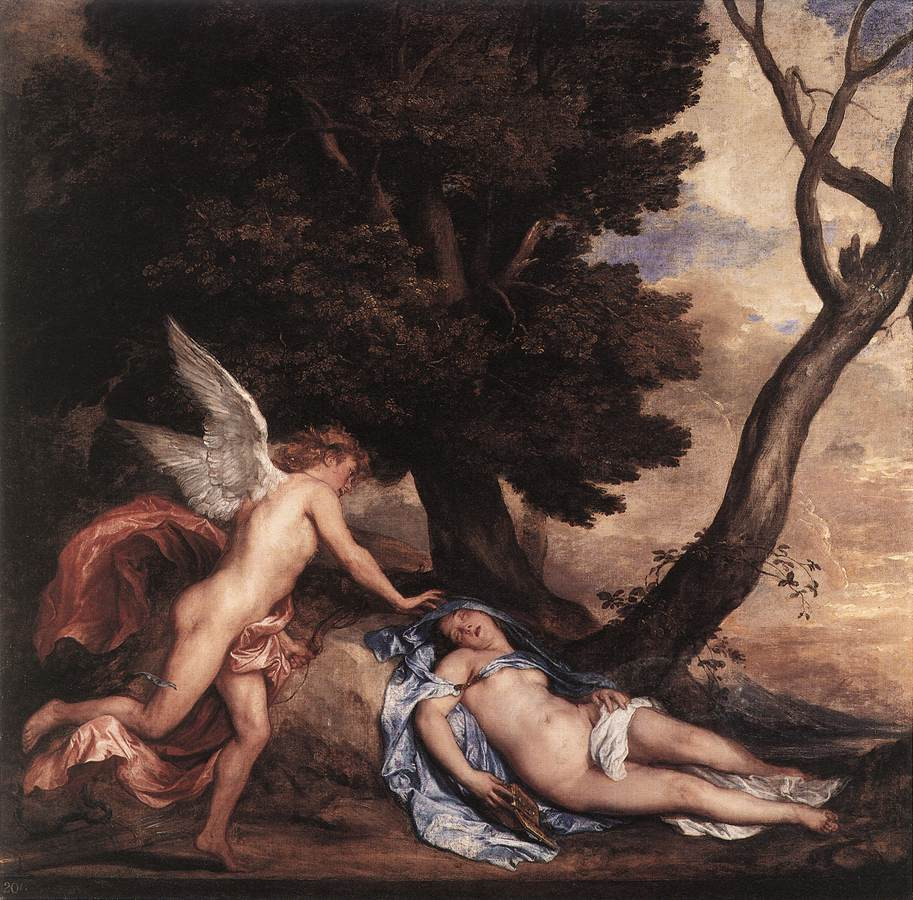
VAN DYCK - Cupid and Psyche (1639-40)
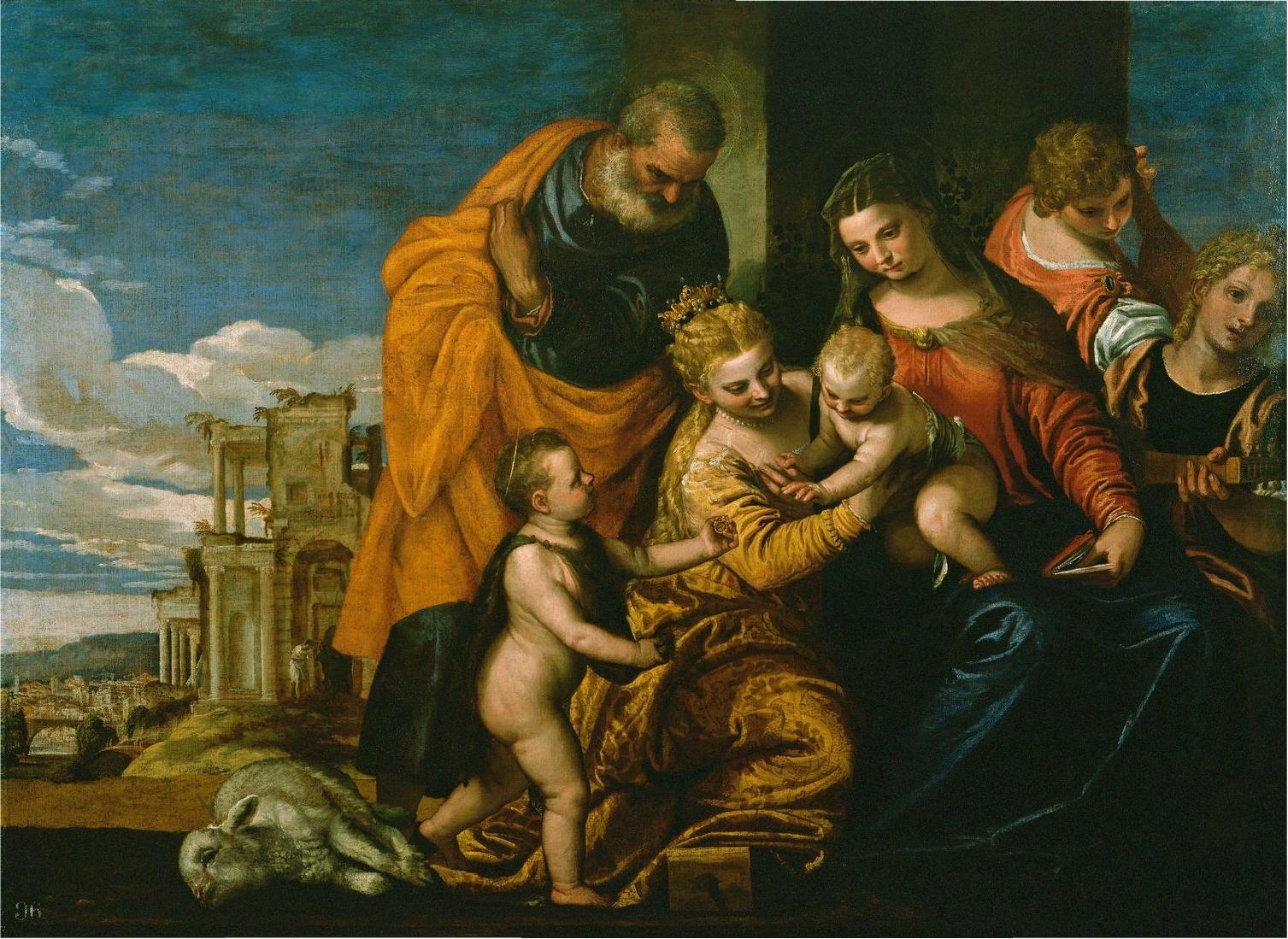
VERONESE - The Marriage of Saint Catherine (1580)
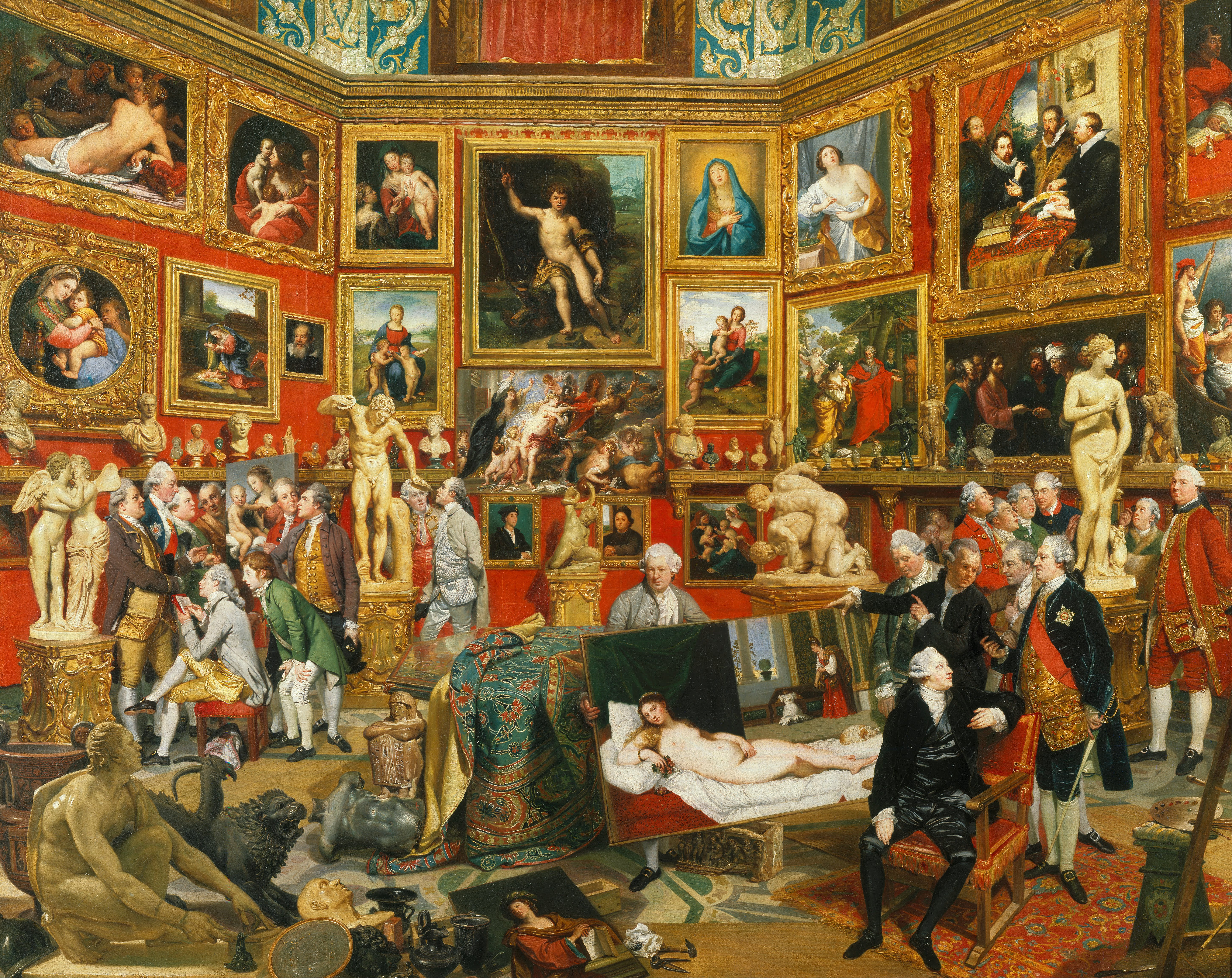
ZOFFANY - Tribuna dos Uffizi (1772-78)
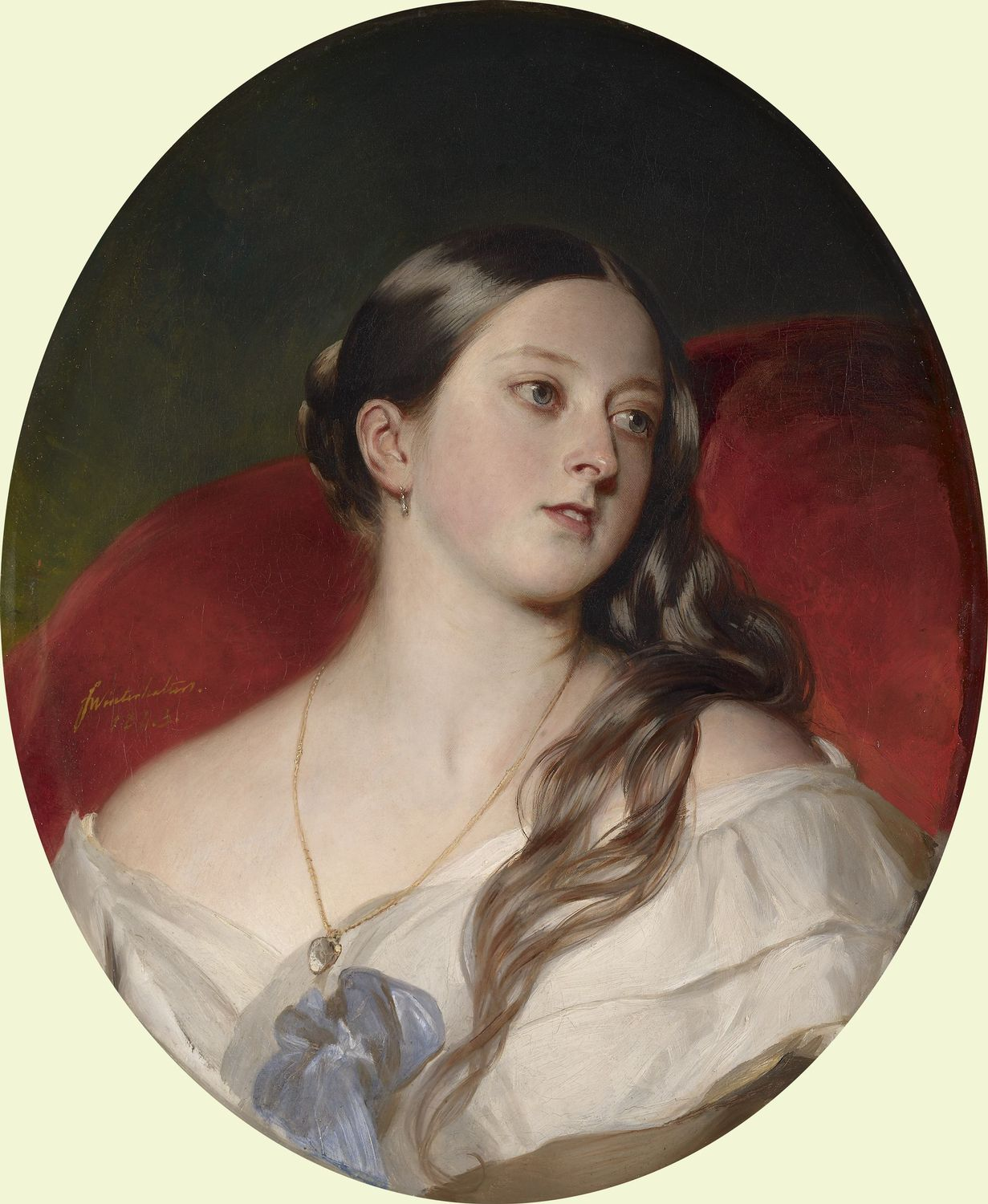
WINTERHALTER  - Queen Victoria (1819-1901) (1843)